# Herr Jesu Christ, wahr' Mensch und Gott
Herr Jesu Christ, wahr' Mensch und Gott (BWV 127) is een religieuze cantate van Johann Sebastian Bach.

## Programma
Deze cantate is bedoeld voor Zondag Esto mihi of Quinquagesima, de zondag voor Aswoensdag en werd voor het eerst uitgevoerd op 11 februari 1725 te Leipzig. Daarmee behoort deze cantate tot Bachs tweede en meest productieve cantatejaargang.
Deze cantate maakt deel uit van de zogenaamde Paaskring van het kerkelijk jaar. Dit omvat de periode van 50 dagen voor tot 50 dagen na Pasen. Op Pinksteren, 50 dagen na Pasen sluit deze kring en start de Zomerkring met Trinitatis met zijn 12 zondagen erna.

## Tekst
Bijbellezingen:
- 1 Korintiërs 13, 1-13 "Nu kijken wij nog met een spiegel in een raadsel, maar dan van aangezicht tot aangezicht"
- Lucas 18, 31-43 "Hij neemt de twaalf ter zijde en zegt tot hen, zie, wij klimmen op naar Jeruzalem. Maar zij begrijpen niets van dit alles, zij hebben niet erkend wat er is gezegd. Zo maar een blinde zit langs de weg te bedelen. Jezus blijft staan en zegt tot hem: wat wil je dat ik aan je zal doen?"

Inhoud
1. Koor "Herr Jesu Christ, wahr' Mensch und Gott"
2. Recitatief (tenor) "Wenn lles zich zu letzten Zeit entsetzet"
3. Aria (sopraan) "Die Seele ruht in Jesu Händen"
4. Recitatief en aria (bas) "Wenn einstens die Posaunen schallen"
5. Koraal "Ach Herr, vergib all unsre Schuld"

## Muzikale bezetting
Trompet, blokfluit 1 en 2, hobo 1 en 2, viool 1 en 2, altviool en basso continuo (inbegrepen orgel)

## Toelichting
Deze cantate maakt deel uit van Bachs tweede en productiefste cantatejaargang met als kenmerk dat zij alle (vanaf de eerste zondag na Trinitatis 11 juni 1724 tot en met Pasen 1725) gebaseerd zijn op een Luthers koraal. In deze cantates diende het eerste en laatste vers van het koraal voor het openings- en slotkoor en vormden alzo de hoekpunten ervan.  De overige verzen verwerkte men in de teksten van de recitatieven en aria's. De tekstbewerker zelf is onbekend
 
Cantate 127 is volgens kenners uniek wat betreft vorm, inhoud, schoonheid en dramatische geladenheid. Ten dele ligt dit aan het recitatief, vers 4 waarin Bach een treffende klankschildering presenteert. Elke verplichte vormleer achter zich latend, versmelt Bach het recitatief, arioso en aria tot één groot geheel. Tegen elke conventie in schettert de trompet in de kerk in deze tijd van boete en ingetogenheid. Ook hierin is Bach weer grensverleggend. 